# 法華西町
法華西町（ほっけにしまち）は愛知県名古屋市中川区にある町名。現行行政地名は法華西町1丁目から法華西町6丁目と法華西町。住居表示未実施。

## 地理
名古屋市中川区の中央部の南側に位置し、東に中花町と法華、西に中須町と下之一色町 、南に高杉町、北に打中と打出町と打出本町に接する。

## 世帯数と人口
2019年（平成31年）2月1日現在の世帯数と人口は以下の通りである。
| 町丁     | 世帯数  | 人口    |
| -------- | ------- | ------- |
| 法華西町 | 855世帯 | 1,914人 |

## 学区
市立小・中学校に通う場合、学校等は以下の通りとなる。また、公立高等学校に通う場合の学区は以下の通りとなる。
| 番・番地等 | 小学校               | 中学校               | 高等学校 |
| ---------- | -------------------- | -------------------- | -------- |
| 全域       | 名古屋市立荒子小学校 | 名古屋市立一柳中学校 | 尾張学区 |

## 交通
- 愛知県道107号中川中村線
- 愛知県道229号八田停車場線

## 施設
- 岡崎信用金庫 中川支店
- 桑名三重信用金庫 中川支店

## その他

### 日本郵便
- 郵便番号 : 454-0937[2]（集配局：中川郵便局[7]）。